# Scrubbing Bubbles
Scrubbing Bubbles — торговая марка чистящих средств для ванной комнаты, производимых компанией S.C. Johnson & Son. Первоначально средства выпускались компанией Dow Chemical под названием Dow Bathroom Cleaner. После того, как в 1997 году некоторые линейки потребительских товаров были проданы компании S.C. Johnson, бренд пришлось переименовать в Scrubbing Bubbles в честь талисманов — улыбающихся антропоморфных мыльных пузырей со щетинками на нижней стороне, создающих массу пены.

## История
В 1970-е годы голосом лидера Scrubbing Bubbles в популярных рекламных роликах продукта стал Пол Уинчелл (наиболее известный как актёр озвучки Тигры в мультфильмах о Винни-Пухе). В будущих рекламных роликах лидер возвращался с именем «Скрабби». Анимацией для рекламных роликов занималась Тисса Дэвид — женщина-пионер в анимации. Рекламная кампания создана рекламным агентством Della Femina Travisano and Partners.
В 1995 году шутники из Массачусетского технологического института разместили 3D-копии персонажей Scrubbing Bubbles на внешней стороне окон здания MIT Media Lab, чтобы отпраздновать десятилетие лаборатории.